# 雷德斯塔爾 (肯塔基州)
雷德斯塔爾（英語：Red Star）是位於美國肯塔基州萊徹縣的一個鬼鎮。

## 地理
雷德斯塔爾所處的海拔為高於海平面351米（即1152英呎），而該地所採用的時區為UTC-5，即北美东部時區（EST）。同時該地設有夏令時間，為UTC-5調快一小時，即UTC-4（EDT）。